# Acronicta modica
Acronicta modica là một loài bướm đêm trong họ Noctuidae.

## Hình ảnh

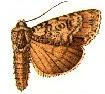